# Stina Eliasson
Sigrid Kristina (Stina) Eliasson (i riksdagen kallad Eliasson i Stugun), född Landgren 11 december 1927 i Lits församling i Jämtlands län, är en svensk politiker (centerpartist). Hon var ersättare i riksdagen för statsrådet Nils G. Åsling under åren 1976 till 1978, ersättare för Per Stjernström under 1978 och 1979 samt ersättare för Nils G. Åsling under olika perioder mellan 1982 och 1988. Åren 1979 till 1982 samt 1988 till 1994 var hon ordinarie riksdagsledamot, invald för Jämtlands läns valkrets. Till yrket är Eliasson ämneslärare.
Hon är dotter till lantbrukaren Axel Landgren och lantbrukaren Olga Fors. Hon gifte sig 1963 med chauffören Elias Eliasson (1925–1997). Eliasson satt i kommunfullmäktige i Stuguns kommun 1965–1973 och Ragunda kommun 1974–1976. Hon var ledamot av Jämtlands läns landsting 1971–1982.
I riksdagen var hon ledamot i lagutskottet 1988–1991 och i olika perioder suppleant i arbetsmarknadsutskottet, finansutskottet, försvarsutskottet, justitieutskottet, kulturutskottet, lagutskottet respektive näringsutskottet. I riksdagen engagerade hon sig främst i det norrländska jordbruket, energipolitik, skogsindustrin, arbetslöshetsfrågor, kommunikationer (bland annat Inlandsbanan), turism samt kultur- och arkivfrågor.